# Фьоренца Соммарипа
Фьоренца Соммарипа (Fiorenza Sommaripa) (ум. 1518) — сеньора Пароса с 1517.
Родилась ок. 1465 г. Дочь Николо I Соммарипа (ум. ок. 1505).
В 1479 г. вышла замуж за венецианца Цуана (Джованни) Франческо Веньера (ум. 1518), сеньора Чериго.
В 1517 году умер сеньор Пароса Крузино Соммарипа — брат Фьоренцы. Он ненавидел сестру и завещал остров двоюродному племяннику — Полимено Соммарипа.
Также на Парос стал претендовать герцог Наксоса как сюзерен выморочного владения. Однако это не устроило Венецию, которая ввела на остров свой военный гарнизон и отдала дело о наследстве на рассмотрение Сената. Тот объявил Фьоренцу Соммарипа законной наследницей, она вступила в свои права, но вскоре умерла.
Дети:
- Николо Веньер (ум. 1530), сеньор Пароса с 1518, предполагаемый отец Нурбану-султан.
- Моизе Веньер, отец дожа Венеции Себастиано Веньера.
- Чечилия Веньер (ум. 1543), последняя сеньора Пароса (1531—1537). В 1537 г. Парос завоевал Хайр-ад-Дин Барбаросса.